# GPT-4
Chronologie des versions
GPT-3 GPT-4o
GPT-4 (acronyme de Generative Pre-trained Transformer 4) est un modèle de langage multimodal (en), de type transformeur génératif pré-entraîné, développé par la société OpenAI et sorti le 14 mars 2023. Il succède à GPT-3.

## Caractéristiques
OpenAI annonce, sur son blog, GPT-4 comme étant « plus fiable, créatif et capable de gérer des instructions beaucoup plus nuancées que GPT-3.5 ». L'organisation a produit deux versions de GPT-4 avec des fenêtres contextuelles de 8 192 et 32 768 jetons, une amélioration significative par rapport à GPT-3.5 et GPT-3, qui étaient limités à 4 096 et 2 048 jetons respectivement. Contrairement à son prédécesseur, GPT-4 peut prendre des images ainsi que du texte comme entrées.
OpenAI adopte une approche fermée en ce qui concerne les détails techniques de GPT-4 ; le rapport technique s'est explicitement abstenu de spécifier la taille, l'architecture, le matériel ou la méthode de formation du modèle. Le rapport affirme que « le paysage concurrentiel et les implications sur la sécurité des modèles à grande échelle » sont des facteurs qui ont influencé cette décision. Le nombre précis de paramètres de GPT-4 reste inconnu, mais The Verge cite des rumeurs selon lesquelles GPT-4 augmenterait considérablement le nombre de paramètres de GPT-3 de 175 milliards à 100 000 milliards. Le PDG d'OpenAI, Sam Altman, qualifie ces rumeurs de « conneries complètes ». Un nombre plus fréquemment avancé est celui de 1000 milliards de paramètres,.
Les représentants américains Don Beyer et Ted Lieu ont confirmé au New York Times qu'Altman s'était rendu au Congrès des États-Unis en janvier 2023 pour faire la démonstration du GPT-4 et de ses "contrôles de sécurité" améliorés par rapport aux autres modèles d'IA.

### Limites
Aussi, même si cette version est améliorée par rapport à son prédécesseur, GPT-4 peut halluciner et présenter des biais.

## Applications

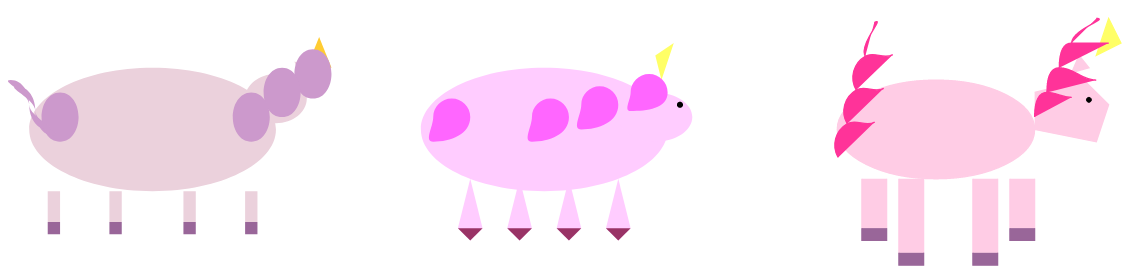
Évolution au cours d'un mois d'entraînement de la capacité de GPT-4 à générer du code TikZ représentant une licorne (version purement textuelle de GPT-4, non entraînée sur des images).

### ChatGPT Plus
GPT-4 est accessible via une application web appelée ChatGPT Plus, version payante, plus rapide et améliorée de l'application gratuite ChatGPT.
Des modules complémentaires sont développés par des tiers pour étendre les fonctionnalités de ChatGPT Plus et connecter le robot à leurs propres services.
Open AI développe également ses propres modules d'extensions (plugin) dont un « Interprète (informatique) » dit Advanced data analysis (précédemment appelé Code interpreter). Un outil permettant au robot de traiter des fichiers en exécutant lui-même du code Python, ce qui permet à l'utilisateur de réaliser des traitements de données et des cartes ou graphiques en langage naturel, comme s'il avait accès à la programmation, mais sans savoir coder (grâce au code Python qui sera généré et exécuté par ChatGPT). Ce module permet d'envoyer des fichiers afin d'étayer des prompts, et il améliore les capacités de résolution de problèmes en mathématiques, physique et chimie et il permet d'utiliser ChatGPT pour finement décrire une image, transformer une image en vidéo[réf. nécessaire], créer des images, des cartes, extraire la palette de couleur d'une image, créer des documents Word ou PowerPoint[réf. nécessaire], faire de la data visualisation, des simulations, etc. et après réponse de l'IA, dans le champ conversationnel, un bouton dédié permet d'obtenir le détail de la procédure utilisée.
À partir du 6 juillet 2023, il permet à ChatGPT d'éventuellement accéder aux fichiers téléchargés par l'utilisateur abonné, et — à la demande — de les modifier, d'en analyser des données, de créer des calculs et/ou des graphiques, etc. (avec une taille limite de 2 Mo pour les fichiers), l'IA pouvant écrire du code en Python et manipuler des fichiers jusqu’à 100 Mo. Une faille de sécurité a été découverte dans Code Interpreter (testée et confirmé en novembre 2023)[réf. nécessaire].

### Intégration dans des produits Microsoft
Microsoft a entretenu un partenariat étroit avec OpenAI, ayant investi au total près de 13 milliards de dollars dans OpenAI (et possédant ainsi 49% du capital de l'entreprise) en 2024.
En février 2023, Microsoft dote son moteur de recherche Bing d'un agent conversationnel reposant sur GPT-4, faisant ainsi de la concurrence à Google qui ne disposait pas encore de ce genre de fonctionnalités. Cet agent répond aux questions de l'utilisateur en effectuant des recherches web. Contrairement à l'application d'OpenAI, il cite ses sources, ce qui permet à l'utilisateur de les consulter lui-même. GPT-4 a également été intégré dans le navigateur Web Microsoft Edge, lui permettant de commenter des fichiers PDF, de les résumer, d’ajouter des informations à partir du Web ou encore de les traduire.
GPT-4 a aussi été intégré en 2023 dans une solution appelée « Microsoft 365 Copilot », utilisée dans Microsoft Word, Excel, Outlook et Teams et PowerPoint,. Dans Microsoft Word, cela peut permettre de rédiger, modifier ou résumer des textes, et de créer des images ou des graphiques. Les cas d'usages incluent aussi la création de compte-rendus de réunions, la synthèse de documents, ou l'aide à la rédaction d'emails.

## Réception
Pour le New York Times, GPT-4 est plus précis que GPT-3.5, il est capable de résumer et de commenter des images ainsi que des textes compliqués. Le journal affirme également qu'il a réussi un examen du barreau et plusieurs tests standardisés, mais qu'il montre cependant une tendance à halluciner dans certaines de ses réponses.
Selon Patronus AI, GPT-4 est le LLM avec le plus haut taux de violation du droit d'auteur. En mai 2023, Numerama rapporte déjà qu'OpenAI, sur la base d'une étude de chercheurs de Berkeley, avait entrainé ses modèles sur un nombre important de livres : « Nous avons découvert que les modèles d’OpenAI ont mémorisé une vaste collection de matériaux protégés par le droit d’auteur et que le degré de mémorisation est lié à la fréquence à laquelle des extraits de ces livres apparaissent sur le web ».